# تاشه‌کبود
تاشه‌کبود، روستایی از توابع بخش مرکزی شهرستان تکاب در استان آذربایجان غربی ایران است.

## جمعیت
این روستا در دهستان انصار قرار دارد و براساس سرشماری مرکز آمار ایران در سال ۱۳۸۵، جمعیت آن ۱۸۳ نفر (۳۶ خانوار) بوده‌است.